# مشروع غابة الصحراء
مشروع غابة الصحراء (بالإنجليزية: The Sahara Forest Project)‏ هو مخطط يهدف إلى توفير المياه العذبة والأغذية والطاقة المتجددة في المناطق الجافة والقاحلة؛ بالإضافة إلى إعادة زراعة المناطق غير الصحراوية. ويجمع هذا المقترح بين الصوب الزراعية المبردة بالمياه المالحة وتكنولوجيات الطاقة الشمسية، إما باستخدام التقنية الفولتاضوئية (PV) مباشرة أو بطريقة غير مباشرة باستخدام الطاقة الشمسية المركزة (CSP) وتقنيات إعادة الغطاء النباتي الصحراوي؛ ويُقال إن هذه التقنيات مجتمعة ستخلق مصدرًا مستدامًا ومربحًا للطاقة والغذاء والنباتات والمياه. ويتألف فريق تأسيس مشروع غابة الصحراء من خبراء من: مياه البحر الدفيئة المحدودة، وهندسة الاستكشاف، وماكس فوردهام للاستشارات الهندسية ومؤسسة بيلونا.
هدف المخطط المقترح هو أن يتم تبخير كميات كبيرة جدا من مياه البحر؛ وباستخدام المواقع تحت مستوى سطح البحر، سيتم التغلب على مشكلة تكاليف الضخ. وقد تم الانتهاء من المشروع في قطر والبدء في مشاريع تجريبية في الأردن وتونس.

## تجربة قطر
تم بناء أول مرفق تجريبي لمشروع غابة الصحراء في قطر، وافتتحه ولي العهد الشيخ تميم بن حمد آل ثاني رسميًا في ديسمبر 2012 . وكانت النتائج أفضل من المتوقع. وقد تم الارستشاد بالنتائج من أجل الخطوات التالية وخاصة مركز الاختبار والبيان العملي الذي يوفر أول مقياس تجاري لسلسلة القيمة الكاملة لمشروع غابة الصحراء.

## اتفاقية الأردن
وفي 22 يونيو 2014 وَقّع مشروع غابة الصحراء اتفاقية مع السفارة الملكية النرويجية في عمان لإنشاء محطة إطلاق مشروع غابة الصحراء والأنشطة ذات الصلة في الأردن. وستكون محطة الإطلاق هي الخطوة الأولى نحو مركز مشروع غابة الصحراء الكبرى في العقبة الأردن؛ وستحتوي محطة الإطلاق على صوبة زراعية مبردة بالمياه المالحة بالإضافة إلى تقنيات الطاقة الشمسية ومرافق للزراعة وإعادة الغطاء الخارجي. وقد تم تفكيك محطة قطر في عام 2016 ومن المتوقع أن يتم تشغيلها في الأردن عام 2017 بعد شحنها.

## الرئيس التنفيذي يواكيم هوج
يواكيم هوج (مواليد يوليو 1973) هو عالم بيولوجي نرويجي، وهو الرئيس التنفيذي لمشروع غابة الصحراء. وقد سبق له تقديم المشورة للمؤسسات الوطنية والدولية مثل منصة تكنولوجيا الوقود الإحيائي للاتحاد الأوروبي، وقد ألقى هوج محاضرات على نطاق واسع حول موضوع الابتكار والحلول المستدامة لمكافحة التغيرات المناخية وألقى محادثات في الأحداث الجانبية للأمم المتحدة في مفاوضات المناخ في قطر 2012 (COP18 الدوحة، تشاتام هاوس) والأحداث التي نظمتها مجلة ذي إيكونوميست.